# Hiệp hội Thể thao dưới nước Việt Nam
Hiệp hội Thể thao dưới nước Việt Nam là tổ chức xã hội nghề nghiệp phi chính phủ phi lợi nhuận của những người và doanh nghiệp hoạt động trong lĩnh vực thể thao dưới nước tại Việt Nam.
Hiệp hội có tên giao dịch tiếng Anh là Vietnam Aquatic Sports Association, viết tắt là VASA.
Hiệp hội có tiền thân là Hội Bơi lội Việt Nam, thành lập ngày 19 tháng 2 năm 1963 theo Quyết định số 23–NV của Bộ Nội vụ nước Việt Nam Dân chủ Cộng hoà.
Điều lệ hiện hành của Hiệp hội được Bộ Nội vụ phê duyệt tại Quyết định số 787/QĐ-BNV ngày 27 tháng 06 năm 2013..
Văn phòng Hiệp hội đặt tại Tầng 4, nhà 36 Trần Phú, quận Ba Đình, Hà Nội.